# Pellet di materie plastiche

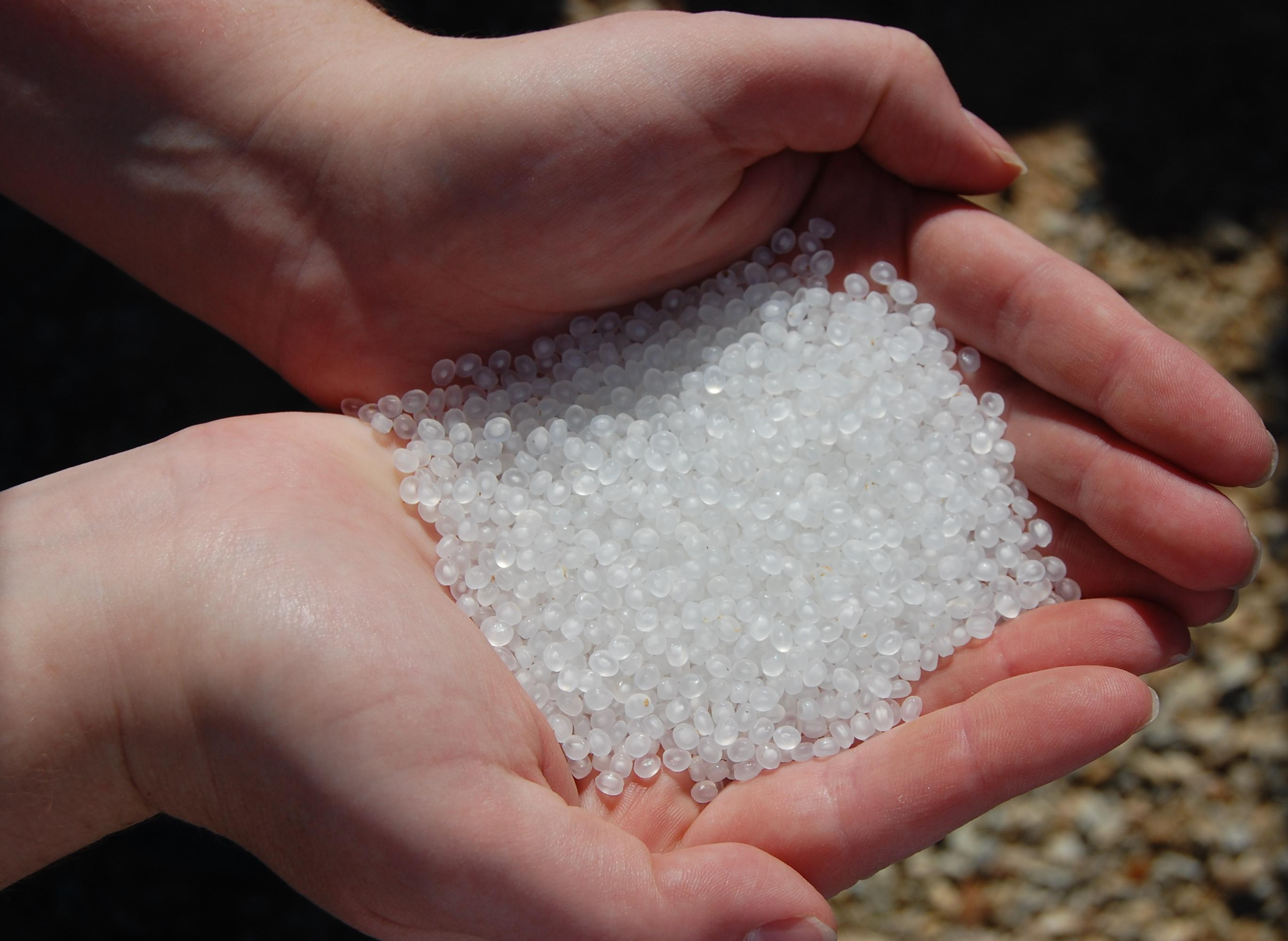
Un mucchietto di pellet in materiale plastico.

Nell'ambito delle materie plastiche, con il termine pellet si indicano piccoli granuli in materiale plastico di varia forma (in genere piccoli cilindri o dischetti del diametro di circa 1÷5 mm), costituiti da polimero o da una miscela polimerica e utilizzati come materia prima per la realizzazione dei prodotti finiti in materiale plastico.

## Forma del pellet
La forma del pellet dipende dal processo che l'ha prodotto. Infatti una forma più rotondeggiante indica che il pellet si è formato in seno ad un solvente, dove ha assunto la forma di una goccia di polimero durante la polimerizzazione, mentre i pellet che presentano una forma più cilindrica sono stati ottenuti attraverso operazioni di taglio di un fuso polimerico.

## Utilizzi

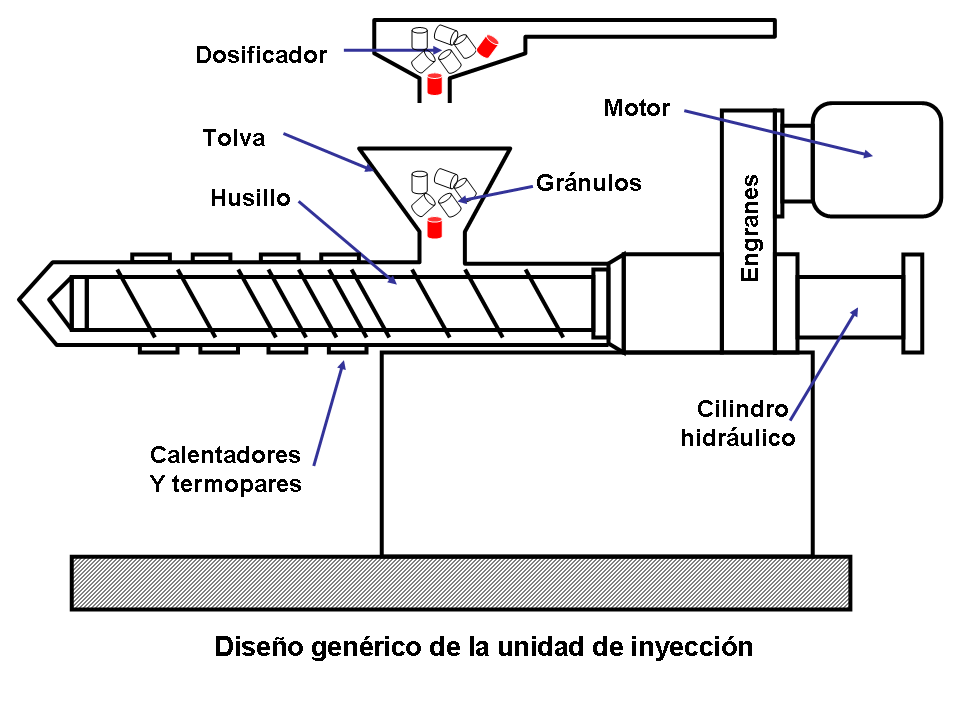
Rappresentazione del funzionamento di una unità di iniezione; il materiale viene introdotto sotto forma di pellet in un dosatore, quindi dalla tramoggia di carico passano attraverso una vite all'interno di un cilindro, dove i pellet danno origine a polimero fuso.

Esempi di lavorazioni delle materie plastiche in cui le apparecchiature possono essere alimentate con pellet sono:
- estrusione
- stampaggio ad iniezione
- stampaggio per compressione.

Esistono alcune lavorazioni in cui si preferisce non utilizzare i pellet, ad esempio:
- nel rotostampaggio il polimero viene introdotto in polvere;
- nello stampaggio per soffiaggio si utilizzano preforme o "parison".

## Masterbatch

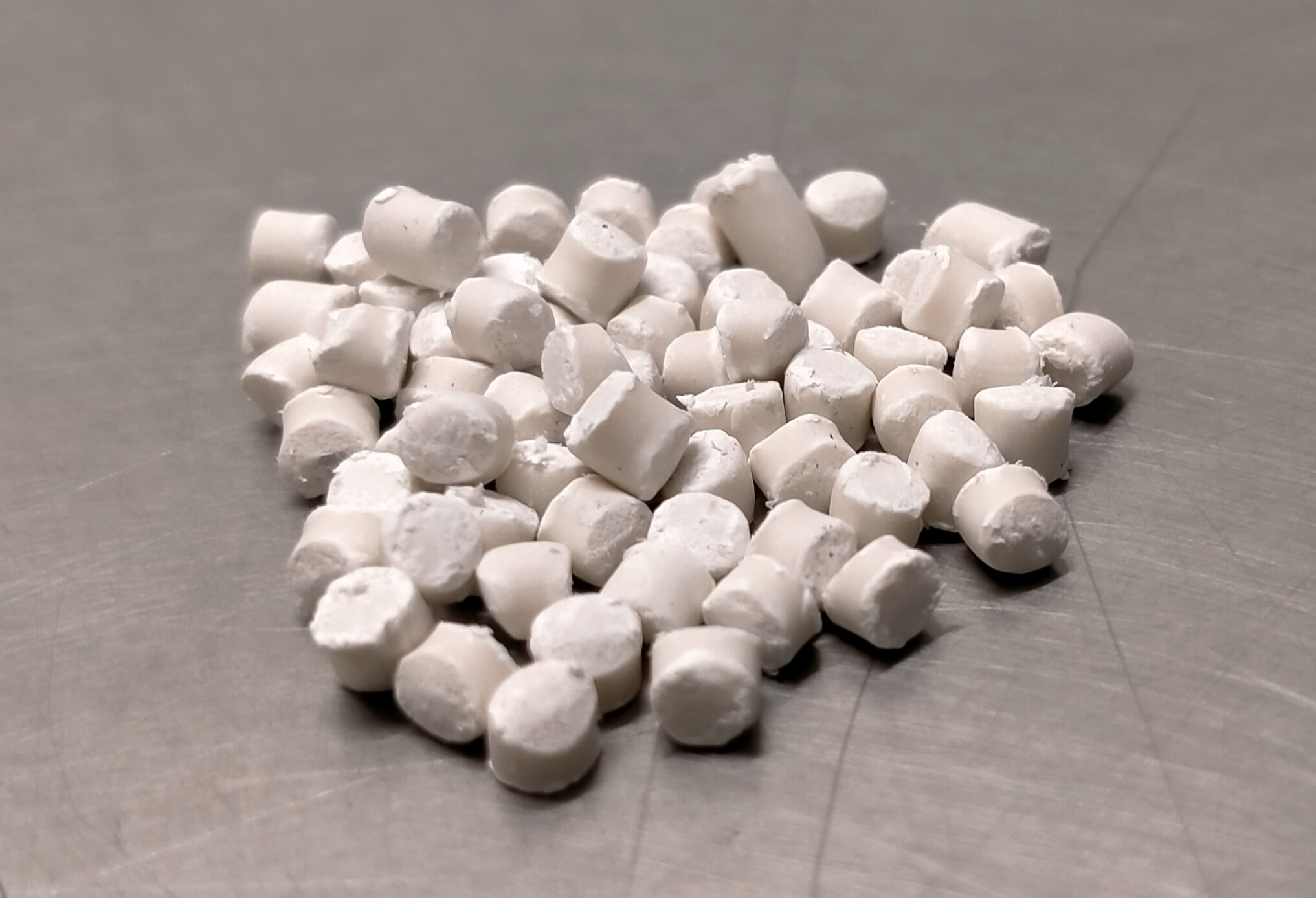
Pellets di masterbatch di carbonato di calcio impiegato nella produzione di plastica

Un particolare tipo di pellet è il masterbatch, che consiste in pellet con una relativamente elevata concentrazione di additivi (ad esempio coloranti), rispetto alla concentrazione degli stessi additivi desiderata nel prodotto finale.
Il masterbatch viene miscelato ai pellet di polimero puro durante le lavorazioni del materiale (ad esempio durante l'estrusione), in modo da rendere più agevole l'aggiunta di additivi. Infatti generalmente gli additivi devono essere presenti in piccolissime percentuali (anche parti per milioni) nel prodotto finito, per cui senza l'utilizzo del masterbatch si dovrebbero inserire gli additivi sotto forma di polvere, con conseguenti difficoltà nel dosaggio (è più facile pesare alcuni grammi di masterbatch piuttosto che alcuni microgrammi di additivi in polvere) e di miscelazione (i pellet del masterbatch si miscelano meglio con gli altri pellet rispetto all'additivo in polvere).

## Considerazioni ambientali

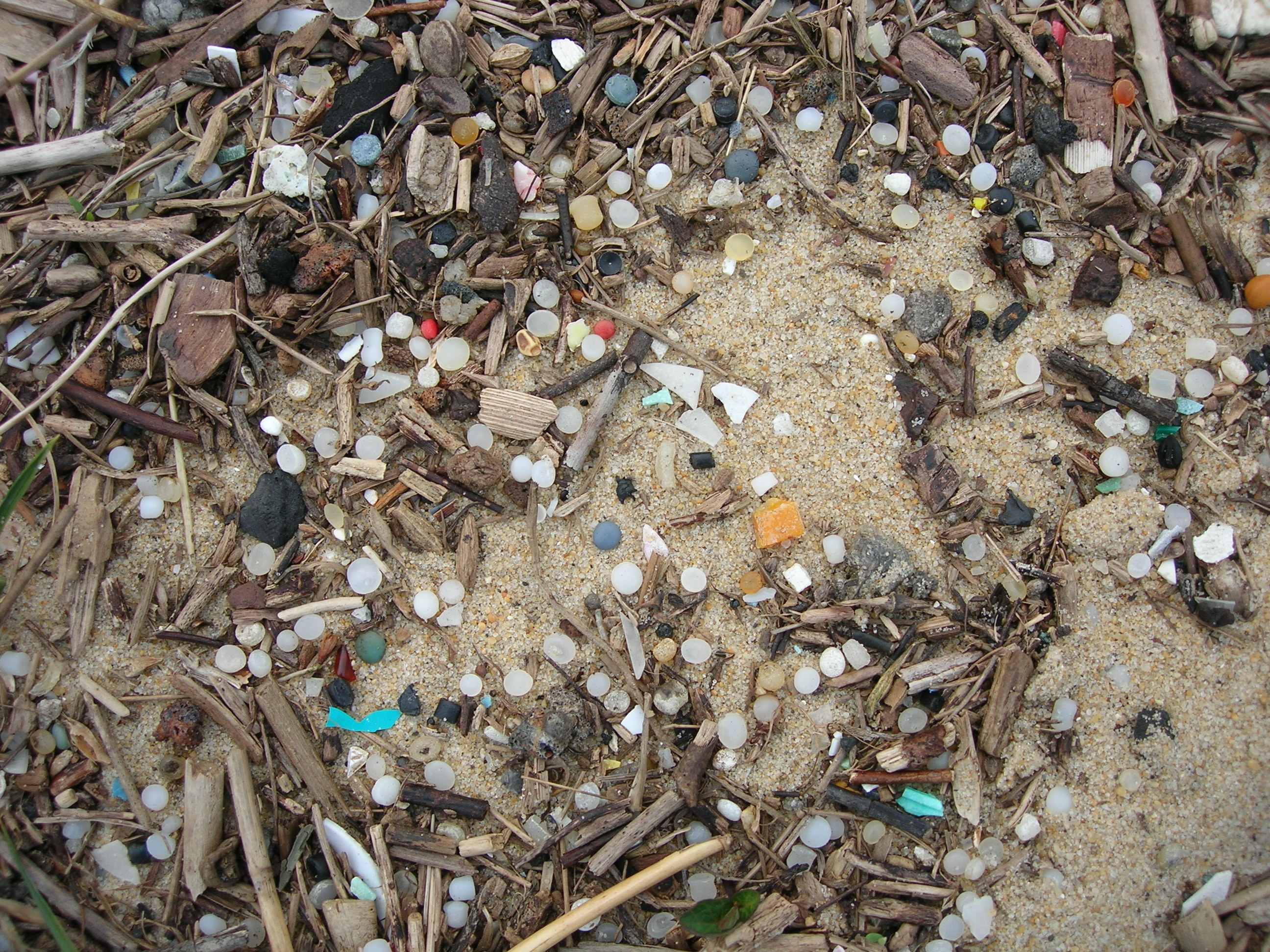
Pellet di materie plastiche su una spiaggia.

Durante il loro trasporto, i pellet possono disperdersi nell'ambiente, in particolare negli ecosistemi fluviali e marini. Siccome le materie plastiche in genere non sono biodegradabili, tali pellet rimangono nell'ambiente per lunghissimo tempo.
I pellet possono rilasciare nel tempo sostanze tossiche, quali: policlorobifenili (PCB), diclorodifenildicloroetilene (DDE), diclorodifenildicloroetano (DDD), diclorodifeniltricloroetano (DDT), esaclorocicloesano (HCH) e nonilfenoli (NP).
Il trasporto pneumatico dei pellets in plastica produce inoltre microplastiche denominate "capelli d'angelo".